# Molinaranea fernandez
Molinaranea fernandez là một loài nhện trong họ Araneidae.
Loài này thuộc chi Molinaranea. Molinaranea fernandez được Herbert Walter Levi miêu tả năm 2001.